# Violante Placido
Maria Violante Placido (Róma, 1976. május 1. –) olasz színésznő, énekes.

## Családja
Rómában született, Michele Placido és Simonetta Stefanelli gyermekeként.

## Pályafutása
Apja mellett debütált a  Quattro Bravi ragazzi-ban, később a Jack Frusciante Left the Band-ben. Első fontosabb szerepe a L'anima gemella (Soul Mate) c. filmben volt (rendezte Sergio Rubini).
Egyéb filmekben: Ora o mai più (r.: Lucio Pellegrini).
Más országbeli filmek:
Karol-Az ember, aki pápa lett filmben feltűnt, mint tanítvány.
- Barah Aana (hindi)
- Moana (minisorozat) (főszerepben, mint Moana Pozzi)
- 2010-ben feltűnt George Clooney mellett a The American c. dráma-thrillerben.